# Тангента
Тангента (лат. tangere - додиривати) је права у геометрији која у датој тачки додирује криву. Пример су железничке шине, које точак воза само додирују у тачки. Тангента и крива имају у тачки додира исти правац. 
У случају круга, све праве у истој равни могу бити секанте, тангенте или пасанте – зависно од тога да ли са кружницом имају две, једну или ниједну заједничку тачку. Тангента кружнице управна је на полупречник који одговара тачки додира. 
За дату криву реалне функције {\displaystyle f}, тангента {\displaystyle t} у тачки {\displaystyle P\,(x_{0}\,|\,f(x_{0}))} представља правац који има исти нагиб као и функција. Тај нагиб представља први извод функције {\displaystyle f} у тачки {\displaystyle x_{0}}, који се записује као {\displaystyle f\,(x_{0})}. Апроксимирана вредност у околини је отуда:
{\displaystyle y\,=\,f(x_{0})+f'(x_{0})\cdot (x-x_{0})}.
Тангента је најприближнија линеарна апроксимација функције {\displaystyle f} у тачки додира {\displaystyle x_{0}} :
{\displaystyle f(x)\,\approx \,f(x_{0})+f'(x_{0})\cdot (x-x_{0})} за {\displaystyle x\,\approx \,x_{0}}

## Диференцијална геометрија
Математичка крива {\displaystyle \mathbb {R} ^{n}} дефинисана је на реалном интервалу {\displaystyle [a,b]} функцијом {\displaystyle \gamma :\,[a,b]\to \mathbb {R} ^{n}}. Нека је {\displaystyle \gamma (t_{0})\,} (са {\displaystyle t_{0}\in [a,b]}) једна тачка криве. Тада се први извод функције {\displaystyle \gamma } у тачки {\displaystyle t_{0}} (такође {\displaystyle \gamma \,'(t_{0})\,}) назива вектор тангенте.